# Noiraigue
Noiraigue egy svájci falu Neuchâtel kanton Val-de-Travers kerületében, ahol Jean-Jacques Rousseau is hosszú időt töltött. A jobb oldalon látható címert a következőképpen határozzák meg: Az azúr kék részen három ezüst illetve arany színű hal szemben a hullámzó homokkal.
Noiraigue nevét a falut átszelő száguldó kis patakokról kapta (Les eaux "Noires", magyarul fekete vizek). A falunak szép vasútállomása van, gokart pályája, saját labdarúgó csapata, jól felszerelt stadionnal és edző pályával.

## Látnivalók

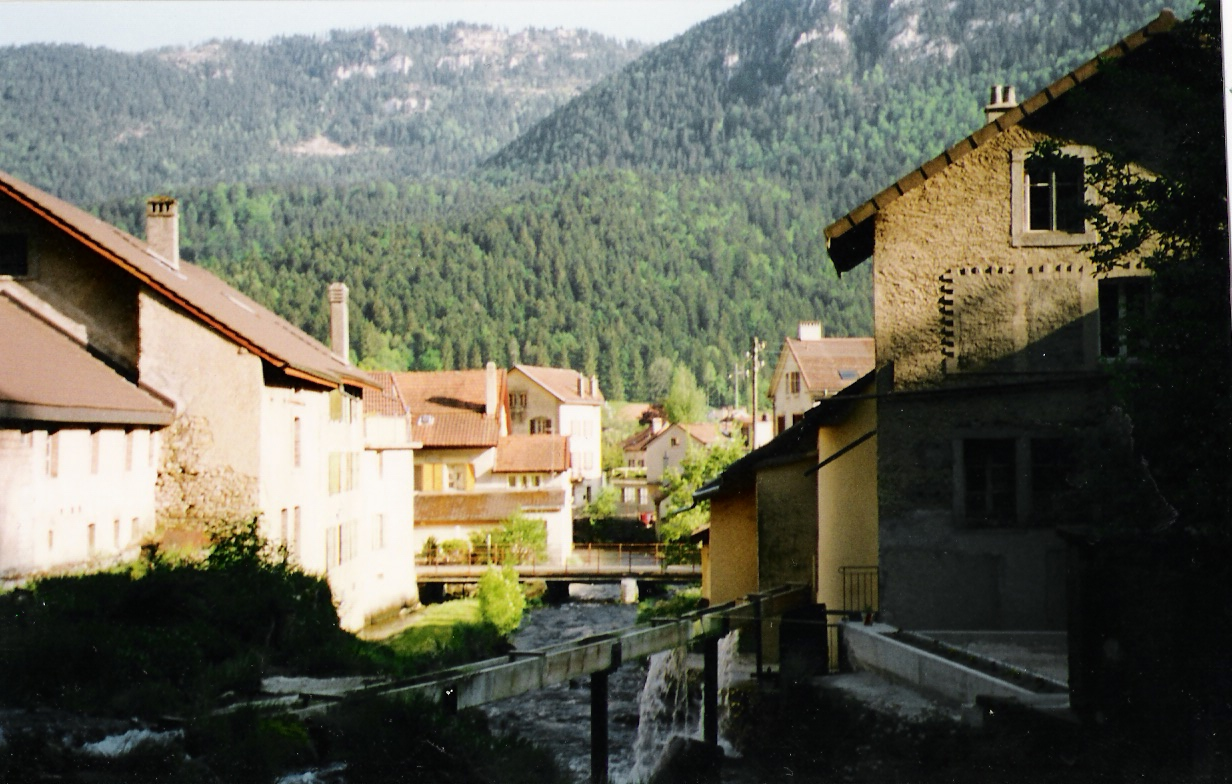
Noiraigue patakja.

Az alig több mint félszáz lakosú, festői szépségű völgyben elhelyezkedő falu földrajzi fekvése lehetővé teszi, hogy az odalátogató turista választhasson, felfelé vagy lefelé induljon túrázni. Elsősorban a Creux-du-Van elnevezésű meredek sziklafalat érdemes megnézni, vagy az egekbe tornyosuló "la Via Ferrata"-t. Sziklákba vájt utakon, kövekkel kirakott lépcsőkön sétálhatunk órákon át, szűk utakon vad patakok, zúgók mentén.